# Hackelia gracilenta
Hackelia gracilenta là loài thực vật có hoa trong họ Mồ hôi. Loài này được (Eastw.) I.M. Johnst. mô tả khoa học đầu tiên năm 1923.